# Fundão, Espírito Santo
Fundão este un oraș în statul Espírito Santo (ES) din Brazilia.
1. ↑   https://cidades.ibge.gov.br/v4/brasil/es/fundao/panorama, accesat în 6 iulie 2017 Lipsește sau este vid: |title= (ajutor)
2. ↑   http://memoria.bn.br/DocReader/572748/18886, accesat în 6 iulie 2017 Lipsește sau este vid: |title= (ajutor)
3. ↑   (PDF) https://observatoriodoturismo.es.gov.br/Media/observatorio/Pesquisas/Inventarios%20Municipais/Fund%C3%A3o.pdf, accesat în 6 iulie 2017 Lipsește sau este vid: |title= (ajutor)
4. ↑  Instituto Brasileiro de Geografia e Estatística, accesat în 6 iulie 2017
5. ↑  Correios, accesat în 6 iulie 2017